# Brachypogon tabernaculum
Brachypogon tabernaculum är en tvåvingeart som beskrevs av Debenham 1991. Brachypogon tabernaculum ingår i släktet Brachypogon och familjen svidknott. Inga underarter finns listade i Catalogue of Life.